# Джейн Гаррісон
Джейн Ірвін Гаррісон (англ. Jane Irwin Harrison; 23 липня 1804 — 11 травня 1846) — невістка президента Уільяма Генрі Гаррісона і Перша леді США в 1841 році.

## Біографія
Джейн Гаррісон народилася в Мерцерсбурзі, Пенсільванія, в сім'ї Арчібальда Ірвіна і Мері Ремзі. Після смерті в 1813 році матері, Джейн, її сестра і брат, були прийняті другою дружиною батька. На Інавгурацію президента його дружина, Анна Гаррісон, через хворобу поїхати не змогла. Тому в Огайо його супроводжувала Джейн Гаррісон, яка стала на місяць господинею Білого дому, до смерті президента в квітні 1841 року.